# نهائي بطولة الأندية العربية لأبطال الدوري 1982
نهائي بطولة الأندية العربية لأبطال الدوري 1981–82 هي المباراة النهائية للنسخة الأولى من بطولة كأس العرب للأندية الأبطال وفاز بها نادي الشرطة العراقي على نادي النجمة اللبناني .

## الفرق
| الفريق | المنطقة  |
| ------ | -------- |
| الشرطة | غرب آسيا |
| النجمة | غرب آسيا |

## المبارايات
| الشرطة | 2–0     | النجمة |
| ------ | ------- | ------ |
|        | (تقرير) |        |

| النجمة | 2–2     | الشرطة |
| ------ | ------- | ------ |
|        | (تقرير) |        |